# 福田淳太
福田 淳太（ふくだ じゅんた、1993年〈平成5年〉11月3日 - ）は、日本の政治家。立憲民主党所属の衆議院議員（1期）。

## 来歴
長野県飯田市生まれ。國學院大学法学部を卒業。参議院議員福山哲郎事務所インターン、民進党神奈川県第7区総支部中谷一馬事務所スタッフ、衆議院議員中谷一馬私設秘書、株式会社千葉日報社記者などを務める。
2024年10月27日執行の第50回衆議院議員総選挙に、立憲民主党公認で長野5区から重複立候補。選挙区では自由民主党前職の宮下一郎に敗れたが、比例区で復活当選を果たした。

## 選挙歴
| 当落 | 選挙                   | 執行日         | 年齢 | 選挙区      | 政党       | 得票数    | 得票率 | 定数 | 得票順位 /候補者数 | 政党内比例順位 /政党当選者数 |
| ---- | ---------------------- | -------------- | ---- | ----------- | ---------- | --------- | ------ | ---- | ------------------ | ---------------------------- |
| 比当 | 第50回衆議院議員総選挙 | 2024年10月27日 | 30   | 長野県第5区 | 立憲民主党 | 6万8650票 | 42.52% | 1    | 2/3                | 2/3                          |